# Berești-Tazlău
Berești-Tazlău est une commune roumaine située dans le județ de Bacău.